# Khuyển thiệt thon
Khuyển thiệt thon hay tro buồn (danh pháp hai phần: Cynoglossum lanceolatum) là loài thực vật có hoa trong họ Mồ hôi. Loài này được Forssk. mô tả khoa học đầu tiên năm 1775.